# アグリッパ (天文学者)
アグリッパ(Agrippa、ギリシア語:、92年頃)は、古代ギリシアの天文学者である。彼について知られている唯一のことは、92年に行われた天体観測についてである。プトレマイオスは、ドミティアヌスの治世のビテュニア月Metrousの7日目に、アグリッパが、プレアデス星団の一部が月の最南端で掩蔽されたのを観測した。
アグリッパによる観測の目的は、ヒッパルコスが発見した分点の歳差の確認であった可能性がある。
月のクレーターの1つアグリッパは、彼の名前に因んでいる。